# III. Konrád jeruzsálemi király
Konradin vagy Ifjabb Konrád (olaszul Corradino), (1252. március 25., Wolfstein vára, Landshut – 1268. október 29., Nápoly) jeruzsálemi (1254–1268) és szicílai király (1254–1258), valamint a Hohenstaufen család utolsó törvényes házasságból született sarja.
IV. Konrád német király és Bajor Erzsébet fiaként született. Amikor nagybátyja, Manfréd király 1266. február 26-án a beneventói ütközetben elesett, az itáliai ghibellinek felszólították, hogy álljon élükre, s Konradin 1267. őszén nagybátyja Lajos herceg, mostoha atyja Menyhért, tiroli gróf és fiatal barátja Badeni Frigyes kíséretében átkelt az Alpokon és előrenyomult Rómáig, hol rendkívüli fénnyel fogadták. 1268. augusztus 11-én Konradin 10 000 főre menő seregével Rómából Luceria felmentésére indult, miközben Anjou Károllyal Scurcola és Tagliacozzo között (1268. augusztus 23.) csatára került a sor. Kezdetben a németeknek kedvezett a szerencse, sőt a franciák már futásnak indultak, de Anjou Károlynak csele s hirtelen támadása a győzelmet kezükből kicsikarta. Konradin és barátja Frigyes Rómába, majd Astura várába siettek, hogy onnan hajón Szicíliába meneküljenek, de Frangipani János árulása az utolsó percben, midőn már hajóra akartak szállani, a menekülőket Anjou Károly kezébe juttatta. A foglyokat Nápolyba vitték, ahol a törvényszék őket ugyan felmentette, de Anjou Károly halálra ítélte őket s így Konradin 12 társával együtt 1268. október 29-én Nápoly piacán lefejeztetett. Konradint és barátját Nápolyban a Santa Maria del Carmine-templomban temették el; hamvaik fölé Miksa bajor trónörökös 1847-ben márványsíremléket állíttatott.
A daliás ifjúnak tragikus sorsát több német költő és színműíró is feldolgozta (Klinger, Raupach, Köster, Herrig, Maltzahn stb.).

## Eredeti források
- Schirrmacher: Die letzten Hohenstaufen (Göttinga, 1871)[3]
- del Giudice: Il giudizio e la condanna di Corradino (Nápoly, 1876)[3]
- Hampe: K. von Hohenstaufen (1894)[3]